# Campeonato Gaúcho de Futebol - Torneio da Morte
O Torneio da Morte do Campeonato Gaúcho de Futebol foi um torneio disputado com os últimos da primeira divisão e os primeiros da segunda divisão, com o objetivo de se determinar o acesso e rebaixamento entre o primeiro e segundo nível do futebol gaúcho. Teve cinco edições na década de 60

## Edições
| Ano             | Para a 1ª Divisão | Para a 1ª Divisão | Para a 2ª Divisão | Para a 2ª Divisão | Ref   |
| --------------- | ----------------- | ----------------- | ----------------- | ----------------- | ----- |
| 1961 (detalhes) | Brasil            | São José          | Riograndense      | Atlântico         | [ 1 ] |
| 1962 (detalhes) | Rio Grande        | Rio Grande        | São José          | São José          | [ 2 ] |
| 1963 (detalhes) | Pelotas           | Pelotas           | São José          | São José          | [ 3 ] |
| 1964 (detalhes) | Rio Grande        | Rio Grande        | Bagé              | Bagé              | [ 4 ] |
| 1965 (detalhes) | Riograndense      | Riograndense      | Cruzeiro          | Cruzeiro          | [ 5 ] |

### Torneio da Morte 1962
O Torneio da Morte do Campeonato Gaúcho de Futebol de 1962 foi a segunda edição do torneio, que contou com dois clubes: o campeão da divisão de acesso de 1962 e o último colocado da divisão especial de 1962. Foi realizado em partida única, em campo neutro em 24 de fevereiro de 1963.

#### Participantes
| Equipe     | Cidade       | Classificação           | Part |
| ---------- | ------------ | ----------------------- | ---- |
| Rio Grande | Rio Grande   | 1º da Divisão de Acesso | 1ª   |
| São José   | Porto Alegre | 12º da Divisão Especial | 2ª   |

#### A partida
| 24 de Fevereiro de 1963 | Rio Grande                                      | 3 – 2 | São José-RS                 | Estádio Boca do Lobo, Pelotas            |
|                         | Galego 45' (penalty) 63' (penalty) · Gilnei 47' | [ 7 ] | 33' Enio Andrade · 36'Alteu | Renda: Cr$ 913 mil Árbitro: Ivo Silveira |

### Torneio da Morte 1963
O Torneio da Morte do Campeonato Gaúcho de Futebol de 1963 foi a terceira edição do torneio, que contou com dois clubes: o campeão da divisão de acesso de 1963 e o último colocado da divisão especial de 1963. Foi realizado em dois jogos, em março de 1964.

#### Participantes
| Equipe   | Cidade       | Classificação           | Part |
| -------- | ------------ | ----------------------- | ---- |
| Pelotas  | Pelotas      | 12º da Divisão Especial | 1ª   |
| São José | Porto Alegre | 1º da Divisão de Acesso | 3ª   |

#### Partidas
| 22 de Março de 1963 | São José-RS | 1 – 2 | Pelotas                           | Estádio Passo D'Areia, Porto Alegre          |
|                     | Leal 4'     | [ 8 ] | 18' (penalty) 77' Walter da Silva | Renda: Cr$ 1 394 mil Árbitro: Agomar Martins |

| 29 de Março de 1963 | Pelotas        | 2 – 0        | São José-RS | Estádio Passo D'Areia, Porto Alegre          |
|                     | Nezito 19' 68' | [ 9 ] [ 10 ] |             | Renda: Cr$ 1 589 mil Árbitro: Agomar Martins |

### Torneio da Morte 1964
O Torneio da Morte do Campeonato Gaúcho de Futebol de 1964 foi a quarta edição do torneio, que contou com dois clubes: o campeão da divisão de acesso de 1964 e o último colocado da divisão especial de 1964. Foi realizado em três jogos, entre fevereiro e março de 1965.

#### Participantes
| Equipe     | Cidade     | Classificação           | Part |
| ---------- | ---------- | ----------------------- | ---- |
| Rio Grande | Rio Grande | 12º da Divisão Especial | 2ª   |
| Bagé       | Bagé       | 1º da divisão de acesso | 1ª   |

#### Partidas
| 21 de Fevereiro de 1965 | Bagé                            | 2 – 1  | Rio Grande  | Estádio Pedra Moura, Bagé                           |
|                         | Jara 77' · Henrique Andrade 90' | [ 11 ] | 87' Lambari | Renda: Cr$ 2 milhões Árbitro: Ricardo Alberto Silva |

| 28 de Fevereiro de 1965 | Rio Grande | 2 – 1         | Bagé             | Estádio das Oliveiras, Rio Grande              |
| 17:00                   | Luizinho   | [ 12 ] [ 13 ] | Henrique Andrade | Renda: Cr$ 2,6 milhões Árbitro: Agomar Martins |

| 7 de Março de 1965 | Rio Grande                    | 3 – 1  | Bagé           | Estádio Boca do Lobo, Pelotas                |
|                    | Selmar 37' 55' · Luizinho 62' | [ 14 ] | 68' Bedeuzinho | Renda: Cr$ 3,2 milhões Árbitro: João Ferrary |

### Torneio da Morte 1965
O Torneio da Morte do Campeonato Gaúcho de Futebol de 1964 foi a quinta edição do torneio, que contou com dois clubes: o campeão da divisão de acesso de 1964 e o último colocado da divisão especial de 1964. Foi realizado em três jogos, entre março e abril de 1966.

#### Participantes
| Equipe       | Cidade       | Classificação           | Part |
| ------------ | ------------ | ----------------------- | ---- |
| Cruzeiro-RS  | Porto Alegre | 12º da Divisão Especial | 1ª   |
| Riograndense | Rio Grande   | 1º da divisão de acesso | 2ª   |

#### Partidas
| 27 de Março de 1966 | Riograndense       | 1 – 0  | Cruzeiro-RS | Estádio Torquato Pontes, Rio Grande            |
|                     | Nico 86' (penalty) | [ 15 ] |             | Renda: Cr$ 5,4 milhões Árbitro: Agomar Martins |

| 03 de Abril de 1966 | Cruzeiro-RS                    | 2 – 2  | Riograndense           | Estádio da Montanha, Porto Alegre              |
|                     | Krieger 23' · Jarbas Tonel 44' | [ 16 ] | 62' Nico · 73' Sanchez | Renda: Cr$ 8,9 milhões Árbitro: Agomar Martins |